# 提别月
| 公元前362年提别月初一，以斯帖被立为波斯王后 |                                  |
| 月份                                        | 10月（犹太教历） 4月（犹太国历） |
| 天数                                        | 29                               |
| 季节                                        | 冬季                             |
| 对应公历                                    | 12－1月                          |

提别月（希伯來語：‎；现代 Tevet； 西班牙系/也门/东方系 Tebeth；德系Teves ；提比里亚 Ṭēḇēṯ；源于阿卡德语 ṭebētu），又作太贝特月，是犹太教历的十月、犹太国历的四月。该月有29天，相当于公历12月至1月间。

## 节日
- 基斯流月25日－提别月2日：光明节（亏缺年时则于3日结束）
- 提别月10日：提別月斋日